# Junioren-Weltmeisterschaften im Rudern 2020
Die Junioren-Weltmeisterschaften im Rudern 2020 sollten vom 16. bis 23. August 2020 im slowenischen Bled stattfinden. Jedoch wurden diese wegen der COVID-19-Pandemie abgesagt. Als Austragungsort war der Bleder See vorgesehen.